# Lars Peter Munthe
Lars Peter Munthe, född den 29 juli 1752 i Malmö, död den 27 maj 1807 i Lund, var en svensk universitetslärare. Han var son till Sven Hansson Munthe. 
Munthe mottog grundlig undervisning i Malmö skola tills han i början av år 1766 blev student vid Lunds universitet. Efter att ha blivit magister där 1772 blev han följande år extra ordinarie amanuens vid universitetsbiblioteket, ordinarie 1790, sedan han 1776 blivit antagen till docent i lärdomshistorien. Han utnämndes den 21 februari 1784 till vice bibliotekarie och den 14 december 1785 till juris och philosophiae practicae professor. Under hans presidium utkom 23 disputationer. Han var universitets rektor 1801 och promotor i filosofiska fakulteten den 23 juni 1796, då 40 kandidater av honom kreerades till magistrar, varefter han, på kungens befallning, samma år åt 25 över antalet varande kandidater utfärdade magisterdiplom. Hans Gillingstam skriver i Svenskt biografiskt lexikon: "Han åtnjöt mycket stort anseende som grundlig lärare och torde ha betytt mer genom sin undervisning och personlighet än genom sitt författarskap. Bland hans lärjungar märks främst Esaias Tegnér, som vid hans död skrev en mycket uppskattande gravsång."